# Cibola (Arizona)
Cibola és una concentració de població designada pel cens del Comtat de La Paz a l'estat d'Arizona (Estats Units d'Amèrica).

## Demografia
Segons el cens del 2000, Cibola tenia 172 habitants, 65 habitatges, i 39 famílies La densitat de població era de 3,7 habitants/km².
Dels 65 habitatges en un 29,2% hi vivien nens de menys de 18 anys, en un 53,8% hi vivien parelles casades, en un 6,2% dones solteres, i en un 38,5% no eren unitats familiars. En el 27,7% dels habitatges hi vivien persones soles el 12,3% de les quals corresponia a persones de 65 anys o més que vivien soles. El nombre mitjà de persones vivint en cada habitatge era de 2,65 i el nombre mitjà de persones que vivien en cada família era de 3,33.
Per edats la població es repartia de la següent manera: un 30,8% tenia menys de 18 anys, un 3,5% entre 18 i 24, un 25% entre 25 i 44, un 24,4% de 45 a 60 i un 16,3% 65 anys o més.
L'edat mediana era de 36 anys. Per cada 100 dones de 18 o més anys hi havia 124,5 homes.
La renda mediana per habitatge era de 21.719 $ i la renda mediana per família de 43.250 $. Els homes tenien una renda mediana de 60.313 $ mentre que les dones 17.500 $. La renda per capita de la població era de 15.772 $. Cap de les famílies i el 12,6% de la població estaven per davall del llindar de pobresa.

## Poblacions properes
El següent diagrama mostra les poblacions més properes.